# 12796 Kamenrider
12796 Kamenrider (1995 WF) là một tiểu hành tinh vành đai chính được phát hiện ngày 16 tháng 11 năm 1995 bởi Akimasa Nakamura ở Kuma Kogen Astronomical Observatory. Its name is in honor thuộc Shotaro Ishinomori's Kamen Rider Series, particularly the first series Kamen Rider.